# فرودگاه جالی گرنت
فرودگاه جالی گرنت (به انگلیسی: Jolly Grant Airport) (به زبان بومی: Dehradun Airport.) یک فرودگاه همگانی با کد یاتا DED است که یک باند فرود بتن دارد و طول باند آن ۲۱۴۰ متر است. این فرودگاه در شهر درادون کشور هند قرار دارد و در ارتفاع ۵۵۸ متری از سطح دریا واقع شده‌است.